# Monumenta Judaica
 (octobre 2023).
La mise en forme du texte ne suit pas les recommandations de Wikipédia : il faut le « wikifier ».
Les points d'amélioration suivants sont les cas les plus fréquents. Le détail des points à revoir est peut-être précisé sur la page de discussion.
- Les titres sont pré-formatés par le logiciel. Ils ne sont ni en capitales, ni en gras.
- Le texte ne doit pas être écrit en capitales (les noms de famille non plus), ni en gras, ni en italique, ni en « petit »…
- Le gras n'est utilisé que pour surligner le titre de l'article dans l'introduction, une seule fois.
- L'italique est rarement utilisé : mots en langue étrangère, titres d'œuvres, noms de bateaux, etc.
- Les citations ne sont pas en italique mais en corps de texte normal. Elles sont entourées par des guillemets français : « et ».
- Les listes à puces sont à éviter, des paragraphes rédigés étant largement préférés. Les tableaux sont à réserver à la présentation de données structurées (résultats, etc.).
- Les appels de note de bas de page (petits chiffres en exposant, introduits par l'outil «  Source ») sont à placer entre la fin de phrase et le point final[comme ça].
- Les liens internes (vers d'autres articles de Wikipédia) sont à choisir avec parcimonie. Créez des liens vers des articles approfondissant le sujet. Les termes génériques sans rapport avec le sujet sont à éviter, ainsi que les répétitions de liens vers un même terme.
- Les liens externes sont à placer uniquement dans une section « Liens externes », à la fin de l'article. Ces liens sont à choisir avec parcimonie suivant les règles définies. Si un lien sert de source à l'article, son insertion dans le texte est à faire par les notes de bas de page.
- La présentation des références doit suivre les conventions bibliographiques. Il est recommandé d'utiliser les modèles {{Ouvrage}}, {{Chapitre}}, {{Article}}, {{Lien web}} et/ou {{Bibliographie}}. Le mode d'édition visuel peut mettre en forme automatiquement les références.
- Insérer une infobox (cadre d'informations à droite) n'est pas obligatoire pour parachever la mise en page.

Pour une aide détaillée, merci de consulter Aide:Wikification.
Si vous pensez que ces points ont été résolus, vous pouvez retirer ce bandeau et améliorer la mise en forme d'un autre article.

Monumenta Judaica. 2000 Jahre Geschichte und Kultur der Juden am Rhein (litt. « 2000 ans d'histoire et de culture des juifs sur le Rhin ») est la première grande exposition consacrée à la religion et à l'art juifs dans l'espace géographique de la Rhénanie, entre Bâle et Emmerich. L'exposition a été présentée du 15 octobre 1963 au 15 mars 1964 au musée municipal de Cologne. 2200 pièces documentaires provenant de 15 pays ont été exposées, donnant ainsi un aperçu complet de la vie spirituelle et communautaire des juifs sur le Rhin entre Bâle et Emmerich au cours de 2000 ans.
Les objets exposés proviennent de bibliothèques publiques et de musées de Washington, du Vatican, de Moscou, de Londres, de Vienne, de Copenhague, de Budapest, d'Amsterdam et d'institutions allemandes. Les musées juifs de New York et de Cincinnati n'ont pas participé, pas non plus que la collection Schocken en Israël. Des collections de particuliers ont également été présentées dans l'exposition, notamment la collection de Judaica d'Eduard Hoffmann-Krayer, surnommé le ‘père du folklore suisse’. Monumenta Judaica a inspiré la création du Musée juif de Suisse en 1966.

## Les raisons de l'initiation de l'exposition
Les graffitis antisémites sur la synagogue de Cologne dans la Roonstrasse en décembre 1959, qui ont déclenché une vague d'incidents antisémites au sein de la République fédérale d'Allemagne, ont été l'une des principales raisons du lancement de l'exposition. Le désir d'éduquer et d'informer sur le judaïsme est à l'origine de l'idée d'amener à Cologne l'exposition « Synagoga. Kultgeräte und Kunstwerke von der Zeit der Patriarchen bis zur Gegenwart » présentée à Recklinghausen en 1960/61 à Cologne. Toutefois, les responsables politiques ont ensuite opté pour une nouvelle exposition temporaire, préparée pendant deux ans sous la direction du Dr. Konrad Schilling. Contrairement à la Synagoga, la première exposition complète sur le judaïsme de l'après-guerre, qui présentait surtout de magnifiques objets de culte juifs, la Monumenta Judaica était davantage axée sur les expositions d'histoire régionale de l'époque de Weimar, notamment sur la section juive dans le cadre de l'exposition du millénaire de la Rhénanie en 1925.

## Publications
L'éditeur du catalogue et du manuel, Konrad Schilling, rend hommage aux mérites des Monumenta Judaica pour l'exposition d'objets de culte et d'art juifs, qui constituait une section de l'exposition rhénane du millénaire de 1925 à Cologne. Les organisateurs de cette section juive, le Dr Adolf Kober et le Dr Elisabeth Moses, publièrent un aperçu de l'exposition richement illustré dans un numéro spécial de l'Association rhénane pour la conservation des monuments et la protection du patrimoine, Düsseldorf, 1931. La Monumenta Judaica avait également inclus des matériaux des expositions Synagoga de Recklinghausen (novembre 1960-janvier 1961) et de Francfort-sur-le-Main (mai - juillet 1961). Leur catalogue a été publié à Francfort-sur-le-Main en 1961. Monumenta Judaica était beaucoup plus volumineux que Synagoga.
Sur les 20 chapitres du manuel, la plus grande partie est consacrée à un aperçu historique de la vie des communautés juives en Rhénanie, certains chapitres traitent de sujets spécifiques tels que 'L'année religieuse juive', le bien-être juif, l'influence de la Bible hébraïque sur l'art chrétien, les Maccabées en tant que martyrs chrétiens, la contribution des artistes et écrivains juifs à la vie culturelle allemande. Le catalogue est construit selon le même schéma et les auteurs sont les mêmes dans les deux volumes. Parmi les 15 collaborateurs, on peut citer Günther Ristow, le père Willehad Eckert, Fried Mühlberg, Eleonore Sterling, Peter Bloch, Wilhelm Treue, Ernst L. Ehrlich, E. G. Lowenthal, Hendrik G. van Dam, Ernst Roth et E. Schereschewski, rabbin de Cologne et de Münster, qui a également fait office de conseiller. Le manuel est accompagné de notes de bas de page détaillées, de bibliographies et d'un index.

## Financement
L'exposition a été financée par la ville de Cologne avec le soutien financier du gouvernement fédéral et du gouvernement du Land. La Westdeutsche Rundfunk a largement contribué à la réussite de l'exposition par des dons. La ville de Cologne a contribué à hauteur d'un tiers au coût total de l'exposition. Un autre tiers a été récolté grâce à la vente du manuel et du catalogue et aux entrées. Enfin, le dernier tiers était constitué par les subventions de l'État fédéral, du Land et de la radio.

## Thèmes principaux
La mission éducative était particulièrement importante pour les organisateurs de l'exposition. La cohabitation de la minorité juive et de la majorité chrétienne, l'enrichissement mutuel des religions et des cultures ainsi que le dépassement de la vision idéologique du judaïsme de l'époque nazie étaient également des thèmes centraux. Les directives de développement de l'exposition peuvent être qualifiées de modernes et encore d'actualité aujourd'hui :
- Présentation du point de vue interne au judaïsme
- Diversité des influences environnementales sur le destin de la minorité juive
- Éviter de donner l'impression que l'histoire juive ne soit qu'une histoire de persécution
- Présentation de la vie des « gens ordinaires » également, et pas seulement des histoires de vie de personnes connues[8].

## Groupe cible et nombre de visiteurs
Selon le rapport de Konrad Schilling, 114 450 personnes ont visité l'exposition, dont des groupes issus d'institutions religieuses, du monde de l'éducation, des forces armées ainsi que de la politique, par exemple le président de la République fédérale d'Allemagne Heinrich Lübke, le cardinal Frings, Moshe Sharett, Nahum Goldmann, Israël Goldstein et Siegfried Moses.
Les concepteurs et organisateurs de l'exposition tenaient particulièrement à un groupe de destinataires : les jeunes. Le nombre de visiteurs a prouvé le succès de ces efforts : Plus de 61 % des visiteurs, soit 70 232 personnes, étaient des adolescents et des jeunes adultes.
Le Dr Curt C. Silbermann avait écrit à ce sujet dans le journal juif allemand en exil Aufbau (7 février 1964) :
« [...] On ne sentait pas la gaieté des jeunes gens au musée ; ils étaient extrêmement sérieux et se sentaient quelque peu insécurisés dans un environnement qui leur était étranger ou qui leur était décrit de manière déformée par leurs parents. Si l'on peut prendre ce groupe de jeunes comme référence, le résultat positif est que ces jeunes cherchent le contact pour apprendre et pour se faire une idée indépendante, c'est-à-dire indépendante de leur foyer. Il faut admettre que la rencontre avec des objets de musée, malgré toutes les bonnes explications données par la parole et l'écriture, ne peut pas remplacer une rencontre avec un organisme vivant. C'est pourquoi il est également difficile pour les jeunes visiteurs de reconstruire derrière les objets exposés le passé ainsi documenté. »
L'émission de radio suisse Echo der Zeit rapportait ce qui suit le 10 octobre 1963 :
« L’exposition ‘Monumenta Judaica’ au musée municipal de Cologne attire surtout deux tranches d'âge, les personnes âgées de plus de soixante ans, sur la trace de leurs souvenirs, et les jeunes entre seize et vingt-cinq ans, qui veulent savoir ce qu'il en était vraiment des Juifs en Allemagne. Ces jeunes veulent voir des documents - et les vieux aussi. La génération intermédiaire est presque totalement absente. Sociologiquement, il est frappant de constater que les jeunes qui viennent sont presque tous des élèves ou des étudiants. Même parmi les plus âgés, presque aucun ouvrier. »

## Réception et héritage
L'exposition de Cologne a fait l'objet de nombreuses critiques dans la presse nationale et internationale. Ainsi, le quotidien allemand Die Welt écrivait le 19 octobre 1963 :
« ... L'exposition ne veut ni accuser ni ‘réparer’ ; elle veut tout simplement découvrir la vérité et y conduire, elle veut instruire et éduquer par des faits, des documents et des ‘monuments’. Son objectif est la tolérance, pas la pitié, ni la honte seule. La tolérance et l'absence de préjugés comme conditions préalables à une véritable humanité et à une compréhension mutuelle.» 
Le 18 novembre 1963, le Türkisch-Deutsche Post rapportait qu' « aucune ville n'a autant vocation à marquer de son empreinte l'héritage juif en Allemagne que Cologne. Avec l'exposition ‘Monumenta Judaica’, elle a rassemblé une documentation à la hauteur de cette mission. »
Le  même jour, New Yorker Staats-Zeitung écrit le suivant : 
« Une forme de réparation spirituelle qui, par son effet durable, aura peut-être un impact encore plus bénéfique sur les relations germano-juives que bien des compensations matérielles. »
Aux Pays-Bas, les voix qui remarquent l'atténuation de la période nazie sont plus critiques. Dans le supplément du week-end du journal Nieuwe Rotterdamsche Courant du 7 décembre 1963, on peut lire qu'on ne peut admirer les organisateurs de la 'Monumenta Judaica' qu'en visitant l'exposition. En entrant dans l'exposition, on se demande si les organisateurs ont accordé suffisamment d'attention aux tentatives diaboliques du Troisième Reich d'exterminer le peuple juif. On ne peut toutefois pas s'empêcher de penser que la honte a eu un effet répressif. Bien que la section consacrée à la période nazie soit quelque peu cachée, on ne peut pas la manquer si l'on parcourt systématiquement l'exposition.
L'un des héritages des Monumenta Judaica a été la création du Musée juif de Suisse. Il a été le premier musée créé dans l'espace germanophone après la Seconde Guerre mondiale, en 1966, après que des membres de l'association juive Espérance (une société d'enterrement, ou Chewra Kadischa) aient été inspirés par la visite de l'exposition pour créer un musée juif.
À l'occasion du 60e anniversaire de l'exposition, le Musée juif de Suisse a publié un article le 16 octobre 2023.

## Liste des références
1. ↑  (en) Rachel Wischnitzer, « Revue de: Schilling, Konrad (édit.): Monumenta Judaica. Handbuch und Katalog, Köln 1964 », Jewish Social Studies, 1re série, vol. 28,‎ 1966, p. 48
2. 1 2  (en) Rachel Wischnitzer, « Revue de: Garding, Maria (édit.): Monumenta Judaica. Fazit, Köln 1965 », Jewish Social Studies, 1re série, vol. 30,‎ 1968, p. 56
3. ↑  Naomi Lubrich, « Tabea Buri sur le collectionneur Eduard Hoffmann-Krayer », 26 janvier 2023 (consulté le 29 août 2023)
4. 1 2  (de) Schweizerischer Israelitischer Gemeindebund SIG, « Jüdisches Museum der Schweiz » (consulté le 29 août 2023)
5. ↑  (de) Elfi Pracht-Jörns, Jüdische Lebenswelten im Rheinland Kommentierte Quellen von der Frühen Neuzeit bis zur Gegenwart, Köln, 2011, p. 352
6. 1 2  (de) Rachel Wischnitzer, « Revue de: Schilling, Konrad (édit.): Monumenta Judaica. Handbuch und Katalog Köln 1964 », Jewish Social Studies, 1re série, vol. 28,‎ 1966, p. 50
7. ↑  (de) Maria Garding, Konrad Schilling et Kurt Hackenberg, Monumenta Judaica. 2000 Jahre Geschichte und Kultur der Juden am Rhein. Eine Ausstellung im Kölnischen Stadtmuseum 15. Oktober 1963 bis 15. März 1964. Fazit, Köln, Kölnisches Stadtmuseum, 1965, p. 12
8. 1 2 3  (de) Elfi Pracht-Jörns, Jüdische Lebenswelten im Rheinland Kommentierte Quellen von der Frühen Neuzeit bis zur Gegenwart, Köln, 2011, p. 353
9. ↑  (de) Maria Garding, Konrad Schilling et Kurt Hackenberg, Monumenta Judaica. 2000 Jahre Geschichte und Kultur der Juden am Rhein. Eine Ausstellung im Kölnischen Stadtmuseum 15. Oktober 1963 bis 15. März 1964. Fazit, Köln, Kölnisches Stadtmuseum, 1965, p. 92
10. ↑  (de) Maria Garding, Konrad Schilling et Kurt Hackenberg, Monumenta Judaica. 2000 Jahre Geschichte und Kultur der Juden am Rhein. Eine Ausstellung im Kölnischen Stadtmuseum 15. Oktober 1963 bis 15. März 1964. Fazit, Köln, Kölnisches Stadtmuseum, 1965, p. 85
11. 1 2  (de) Kurt Hackenberg, Monumenta Judaica. 2000 Jahre Geschichte und Kultur der Juden am Rhein. Eine Ausstellung im Kölnischen Stadtmuseum 15. Oktober 1963 bis 15. März 1964. Fazit, Köln, Kölnisches Stadtmuseum, 1965, p. 98
12. ↑  (de) Maria Garding, Konrad Schilling et Kurt Hackenberg, Monumenta Judaica. 2000 Jahre Geschichte und Kultur der Juden am Rhein. Eine Ausstellung im Kölnischen Stadtmuseum 15. Oktober 1963 bis 15. März 1964. Fazit, Köln, Kölnisches Stadtmuseum, 1965, p. 105-106
13. ↑  Naomi Lubrich, « Alliya Oppliger jette un regard rétrospectif sur l’exposition Monumenta Judaica à l’occasion de son 60e anniversaire », sur Musée juif de Suisse, 16 octobre 2023 (consulté le 18 octobre 2023)